# Baltasar Giraudier y Monteys
Baltasar Giraudier y Monteys (Barcelona, siglo XIX-Filipinas, 1888) fue un periodista y litógrafo español.

## Biografía
Natural de Barcelona, marchó a Manila en 1853, donde fundó un establecimiento litográfico. Empezó su carrera periodística en el periódico Boletín Oficial de Filipinas, que más adelante se refundió en el Diario de Manila, del que fue director el propio Giraudier. Estuvo presente en la campaña de Joló en 1876, de la que realizó un Álbum de la campaña de Joló. Giraudier, que también participó en La Ilustración Filipina, fue autor del folleto Los frailes de Filipinas. Breves consideraciones de actualidad, escritas por un español peninsular (1888). Falleció el 18 de mayo de 1888.